# Sing You Sinners
Sing You Sinners (Brasil: Uma Família Gozada / Portugal: Uma Família em Bolandas) é um filme estadunidense de 1938, do gênero comédia musical, dirigido por Wesley Ruggles e estrelado por Bing Crosby e Fred MacMurray. Primeiro papel sério de Crosby, o que lhe abriu novos horizontes. Entre as várias canções de sucesso, destaca-se Small Fry, de Frank Loesser e Hoagy Carmichael, cantada por Donald O'Connor aos treze anos.

## Sinopse
Joe, David e Mike são os filhos de Mamãe Beebe. Joe é irresponsável, David é sério e está noivo de Martha Randall, enquanto Mike, de apenas treze anos, elegeu Joe como seu ídolo. Todos são músicos talentosos, mas não seguem a carreira. Joe vai para Los Angeles tentar a sorte. Graças às boas novas que envia, Mamãe Beebe vai atrás dele, acompanhada por Mike. Na verdade, Joe apostava nas corridas de cavalos e perdera tudo. Quando David chega, encontra todos na miséria. Daí, eles formam um trio musical e passam a se apresentar em clubes noturnos. Mike, também, aceita um emprego de jóquei e se envolve com gângsteres. 

## Elenco
| Ator/Atriz          | Personagem     |
| ------------------- | -------------- |
| Bing Crosby         | Joe Beebe      |
| Fred MacMurray      | David Beebe    |
| Ellen Drew          | Martha Randall |
| Elizabeth Patterson | Mamãe Beebe    |
| Donald O'Connor     | Mike Beebe     |
| John Gallaudet      | Harry Ringmer  |
| William Haade       | Peter          |

## Principais prêmios e indicações
| Prêmio                   | Categoria Indicada |
| ------------------------ | ------------------ |
| National Board of Review | Melhor Filme       |